# گلایدر چینی
گلایدر چینی (انگلیسی: Karanasa huebneri) نام علمی گونه‌ای از پروانه‌ها متعلق به خانواده Nymphalidae است که معمولاً به نام «گلایدر هویبنر» نیز شناخته می‌شود.

## ریشه‌شناسی نام
ریشه‌شناسی نام "Karanasa" ناشناخته است، زیرا به نظر می‌رسد یک کلمه یا نام دلخواه باشد که به عنوان لقب گونه انتخاب شده‌است. در همین حال، "huebneri" احتمالاً از نام خانوادگی یاکوب هوبنر، حشره‌شناس آلمانی که یکی از پیشگامان مطالعه پروانه‌ها و پروانه‌ها محسوب می‌شود، گرفته شده‌است. معمول است که تاکسونومیست‌ها گونه‌ها را به نام دانشمندان یا افرادی مشهور که سهم قابل توجهی در زمینه زیست‌شناسی داشته‌اند نامگذاری کنند.